# Luís Miguel Brito Garcia Monteiro
Luís Miguel Brito Garcia Monteiro, mais conhecido apenas como Miguel OIH (Lisboa, 4 de janeiro de 1980), é um ex-futebolista português que atuava como lateral-direito. 
Foi um lateral forte, rápido e com uma técnica notável, que se destacava pela chegada ao ataque. Jogou a maior parte da carreira no Benfica e no Valencia, onde disputou mais de 200 jogos oficiais pela esquipe espanhola e se tornou ídolo da torcida. 
Pela Seleção Portuguesa, disputou 59 jogos oficiais e representou o país em duas Eurocopas e duas Copas do Mundo. 

## Carreira

### Início
Nascido em Lisboa, Miguel iniciou a sua carreira no Estrela da Amadora como ponta. No dia 30 de abril de 1999, ele fez sua estreia no time principal jogando 17 minutos em uma derrota por 2–1 contra o Boavista. Em seguida, jogou 28 partidas da Primeira Liga na sua segunda temporada pela equipe, tendo papel fundamental para que o time permanecesse na primeira divisão.

### Benfica
Transferiu-se para o Benfica no verão de 2000, jogando inicialmente como meia aberto pela direita e depois de volta à lateral, posição em que viria a fazer sucesso. Na temporada 2004–05, disputou 22 jogos, marcou dois gols e ajudou o Benfica a conquistar o título da Primeira Liga, encerrando assim um jejum de onze anos.
No dia 5 de julho de 2004, foi feito Oficial da Ordem do Infante D. Henrique.

### Valencia
Por 7,5 milhões de euros, transferiu-se para o Valencia em agosto de 2005. Após se adaptar e virar titular absoluto da equipe, em setembro de 2007 ele renovou seu contrato por mais cinco anos. Ajudou os Los Che a vencerem a Copa do Rei 2007–08, atuando os 90 minutos na final que terminou em vitória de 3–1 contra o Getafe.
Já na temporada 2009–10, Miguel sofreu concorrência com a contratação de Bruno, mas ainda assim disputou 25 partidas e ajudou o Valencia a terminar em terceiro lugar no Campeonato Espanhol, voltando a disputar a Liga dos Campeões.
Em maio de 2012, resolveu anunciar a aposentadoria após o término do seu contrato.

## Seleção Nacional
Estreou pela Seleção Portuguesa contra a Itália, no dia 12 de fevereiro de 2003. Esteve presente na Eurocopa de 2004, ficando em segundo lugar após perderem a final para a Grécia. Posteriormente foi convocado para a Copa do Mundo FIFA de 2006, na Alemanha. Já na Eurocopa de 2008, foi reserva de Bosingwa e só disputou um jogo (derrota de 2–0 para a Suíça).
Apesar de uma temporada irregular pelo Valencia, foi convocado para a Copa do Mundo FIFA de 2010, realizada na África do Sul. Foi um dos três laterais usados durante as quatro partidas de Portugal na competição, e atuou na fase de grupos na goleada por 7–0 contra a Coreia do Norte.
No dia 9 de setembro de 2010, o jogador, então com 30 anos, anunciou sua aposentadoria da Seleção.

## Títulos
Benfica
- Primeira Liga: 2004–05
- Taça de Portugal: 2003–04
- Supertaça Cândido de Oliveira: 2005

Valencia
- Copa do Rei: 2007–08